# 生瀬橋 (兵庫県)

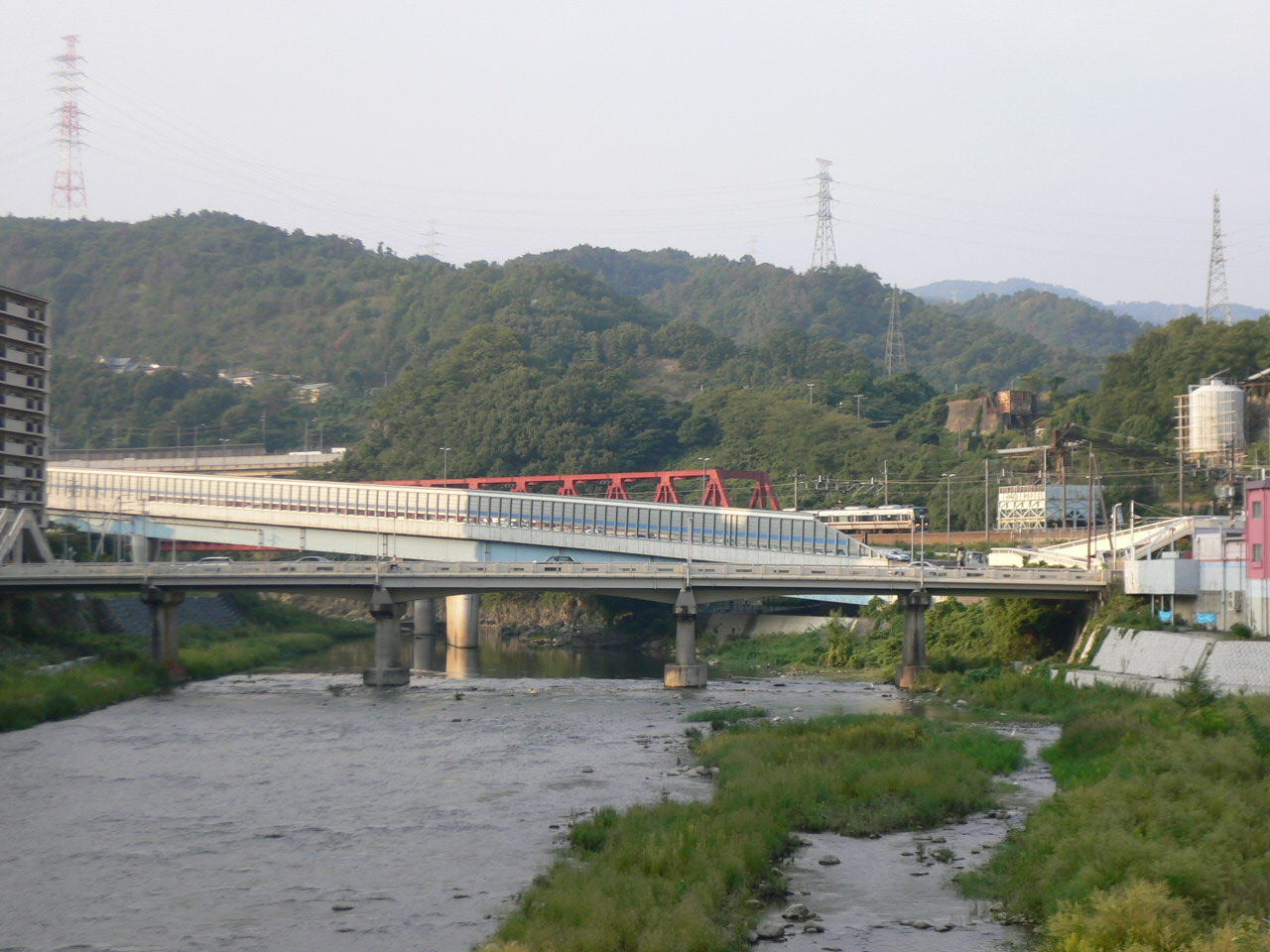
生瀬周辺で武庫川に掛かる橋。
手前から、生瀬橋、新生瀬大橋、JR福知山線

生瀬橋（なまぜばし）は、武庫川に架かり、兵庫県西宮市生瀬東町と西宮市生瀬町を結ぶ、兵庫県道337号塩瀬門戸荘線の橋。
1965年（昭和40年）に西宮市が市道の橋として開通。
1971年（昭和46年）4月1日に西宮市道から国道176号（兵庫県道51号宝塚唐櫃線重複）へ昇格。
2001年（平成13年）4月28日に新生瀬大橋が開通したことに伴い、
2002年（平成14年）4月1日付けで一般国道（主要地方道重複）から一般県道（兵庫県道）に降格した。

## 周辺
- 生瀬駅
- 中国自動車道宝塚西トンネル
- 生瀬浄水場